# Molly Hide
Mary Edith Hide (* 24. Oktober 1913 in Shanghai, Republik China, bekannt als Molly Hide; † 10. September 1995 in Milford, Vereinigtes Königreich) war eine englische Cricketspielerin, die zwischen 1934 und 1954 für die englische Nationalmannschaft spielte und zwischen 1937 und 1954 ihre Kapitänin war.

## Kindheit und Ausbildung
Geboren in China, kam Hide mit ihrer Familie im Alter von sechs Jahren nach England. Sie wuchs dort in Halsmere in Surrey auf, wo ihr Vater sich als Farmer betätigte. Sie besuchte die Schule von Wycombe Abbey, wo sie das Cricketspielen erlernte. Daraufhin absolvierte sie ein Studium in Agrarwissenschaften an der University of Reading.

## Aktive Karriere
Zunächst spielte sie in Spielen 1932 und 1933 in Worcester. Nachdem sie 1933 für ein englisches Team gegen The Rest in Leicester gespielt hatte, wurde sie für die erste Tour der englischen Nationalmannschaft nach Australien und Neuseeland eingeladen. Dabei gelang ihr zunächst ein Century in einem Tour Match gegen Western Australia und sie spielte in allen drei WTests. Nachdem die Tour nach Neuseeland übersetzte konnte sie im WTest dort ein Century über 110 Runs erreichen. Diese Leistung überzeugte auch Kritiker des Frauen-Crickets, so dass Wisden über sie schrieb:

„...her batting had a strength as well as a style that astonished sceptical male spectators, many of whom in her era thought women's cricket was like a dog on its hind legs.“

Im Jahr 1936 wurde sie als Kapitänin von South of England gegen England in Hove ernannt. Ab 1937 absolvierte Hide Spiele für Surrey und führte dann das englische Team als Kapitänin bei der zweiten Tour gegen Australien im gleichen Sommer. Im ersten WTest der Serie gelangen ihr dabei 3 Wickets für 50 Runs als Bowlerin und im zweiten konnte sie dann insgesamt acht Wickets (3/38 und 5/20) erreichen. Im dritten Wtest gelang ihr dann ein Fifty über 68 Runs.
Die geplante Tour in 1939/40 in Australien hatte sie abgesagt, da sie ihren Eltern auf der Farm in Halsmere helfen musste. Diese wurde jedoch nach dem Ausbruch des Zweiten Weltkriegs abgesagt und Hide verblieb auf der Farm während dieser Zeit. Nach dem Krieg führte sie das Team in der Saison 1948/49 abermals nach Australien. Im ersten WTest erreichte sie 3 Wickets für 24 Runs und im zweiten ein half-Century über 51 Runs. Im dritten WTest der Serie konnte sie nach einem Fifty (63 Runs) im ersten Innings ein Century über 124 Runs im zweiten erzielen. Über die Tour hinweg gelangen ihr insgesamt fünf Centuries und mehr als 1000 Runs. Bei der Tour gegen Australien im Sommer 1951 musste sie die ersten beiden Tests verletzt aussetzen. Im dritten WTest führte sie dann das Team wieder an und ihr gelang ein Fifty über 65 Runs. Vor dem Sommer 1954 gab sie bekannt, das dies ihr letzter im First-Class-Cricket sein soll. Dabei führte sie das Team bei der Tour gegen Neuseeland. Im ersten Wtest steuerte sie 3 Wickets für 23 Runs zum Sieg bei. Im zweiten WTest erreichte sie noch einmal ein Fifty über 64 Runs und nachdem auch der dritte Wtest im Remis geendet hatte, konnte ein Seriensieg verbucht werden. Damit schloss sie ihre internationale Karriere nach 15 WTests mit 872 Runs und 36 Wickets ab.
Hide vertrat England auch im Lacrosse.

## Nach der aktiven Karriere
Nachdem sie ihre aktive Karriere beendet hatte, war sie als Selektorin für das englische Team tätig und übernahm 1973 die Rolle der Präsidentin der Women’s Cricket Association. Im Jahr 1995 starb sie im Alter von 81 Jahren.